# Paracedicus gennadii
Paracedicus gennadii is een spinnensoort uit de familie van de Desidae.
De wetenschappelijke naam van de soort werd in 1993 als Cedicus gennadii gepubliceerd door V. Fet.